# Förenta nationernas ramverk för biologisk mångfald

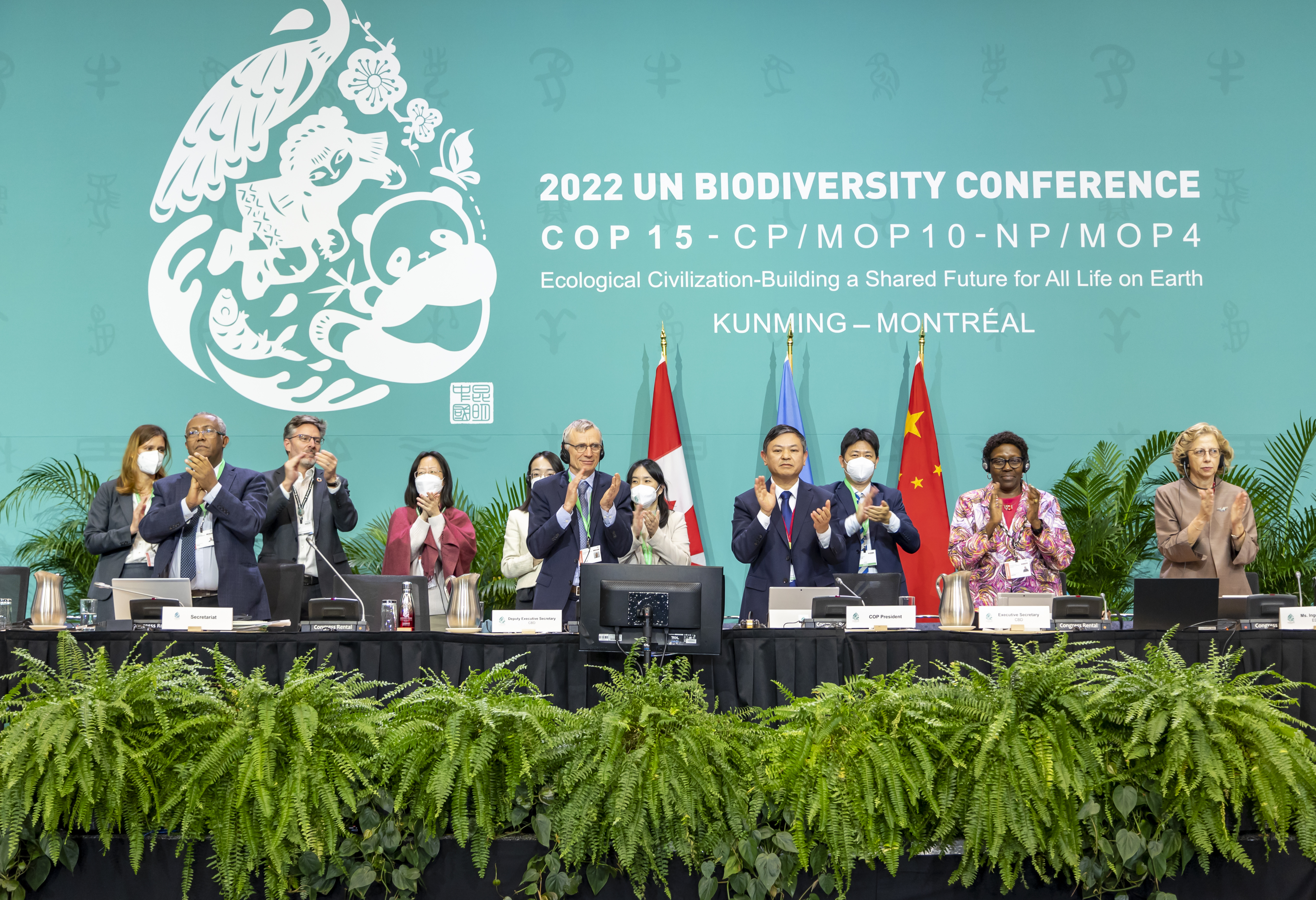
Det ögonblick då antagandet av Kunming-Montreal Global Biodiversity Framework tillkännagavs den 19 december 2022

Förenta nationernas ramverk för biologisk mångfald eller Kunming-Montrealramverket, på engelska kallat Kunming-Montreal Global Biodiversity Framework (GBF), är ett resultat av FN:s konferens om biologisk mångfald 2022 (COP15). Dess preliminära titel var "Post-2020 Global Biodiversity Framework". Ramverket antogs den 19 december 2022. Financial Times kallade det för ett "Parisavtal för naturen".
Ramverket är uppkallat efter två städer, Kunming och Montreal. Kunming var planerad att vara värdstad för COP15 i oktober 2020 men sköt först upp det och sedan avstod från värduppdraget på grund av Kinas covid-policy. Montreal som är säte för sekretariatet för konventionen om biologisk mångfald klev då in som värd för COP15.

## Bakgrund
Mänskliga aktiviteter runt om på planeten har orsakat en kris med förlust av biologisk mångfald runt om i världen. Detta fenomen har varit känt som holocenutrotningen, vilket är den sjätte massutrotningen i jordens historia. Förlusten av naturen hotar överlevnaden för en miljon arter och påverkar miljarder människor.
På grund av ökad medvetenhet om krisen för biologisk mångfald fanns det tryck från medborgare och investerare runt om i världen att vidta åtgärder mot de sammanlänkade kriserna med klimatförändringar och förlust av biologisk mångfald. Tidigare avtal, inklusive Aichi Biodiversity Targets, hade i stort sett misslyckats med att uppnå sina mål för förlust av biologisk mångfald.
Inför antagandet av ramverket hoppades man att det skulle fungera som ett ambitiöst, vetenskapsbaserat och heltäckande systeravtal till Parisavtalet – ett internationellt avtal för klimatförändringar under överinseende av FN:s ramkonvention om klimatförändringar.  COP15, toppmötet där ramveket antogs, beskrevs av Elizabeth Maruma Mrema (exekutiv sekreterare för Konventionen om biologisk mångfald) som ett "Paris-ögonblick för biologisk mångfald".

## Mål
Ramverket består av fyra globala mål ("Kunming-Montreal Global Goals for 2050") och 23 specifika mål ("Kunming-Montreal 2030 Global Targets").
De fyra globala målen är:
1. Ekosystemens integritet, motståndskraft och anslutningsmöjligheter bibehålls, förbättras eller återställs, vilket avsevärt ökar arean av naturliga ekosystem till 2050, och att mänskligt orsakad utrotning av hotade arter stoppas, och att utrotningshastigheten och risken för alla arter har minskat tiofalt till år 2050, och att omfånget av inhemska vilda arter stiger till hälsosamma och motståndskraftiga nivåer, och att den genetiska mångfalden inom populationer av vilda och domesticerade arter bibehålls, vilket säkerställer deras adaptiva potential.
2. Den biologiska mångfalden används och förvaltas på ett hållbart sätt och naturens bidrag till människor, inklusive ekosystemfunktioner och -tjänster, värderas, underhålls och förbättras, och de som för närvarande är på tillbakagång återställs, för att stödja uppnåendet av hållbar utveckling, till nytta för nuvarande och framtida generationer senast 2050.
3. De monetära och icke-monetära fördelarna från utnyttjandet av genetiska resurser, och digital sekvensinformation om genetiska resurser, och av traditionell kunskap förknippad med genetiska resurser, i tillämpliga fall, delas rättvist och jämlikt, inklusive, när så är lämpligt med ursprungsbefolkningar och lokalsamhällen, och ökas avsevärt till 2050, samtidigt som det säkerställs att traditionell kunskap förknippad med genetiska resurser skyddas, och därigenom bidrar till bevarandet av de genetiska resurserna och en hållbar användning av biologisk mångfald, i enlighet med internationellt överenskomna instrument för tillgång och fördelsfördelning.
4. Lämpliga metoder för genomförande, inklusive finansiella resurser, kapacitetsuppbyggnad, tekniskt och vetenskapligt samarbete, och tillgång till och överföring av teknik för att fullt ut implementera Kunming-Montreals globala ramverk för biologisk mångfald är säkrade och rättvist tillgängliga för alla parter, särskilt utvecklingsländer, och allra särskilt de minst utvecklade länderna och små utvecklingsöstater, samt länder med ekonomisk övergångsekonomi, och progressivt åtgärdar det finansiella gapet på 700 miljarder USD för biologisk mångfald varje år och anpassar finansiella flöden till Kunming-Montreal Global Biodiversity Framework och 2050 Vision for Biodiversity.

De 23 specifika målen är kategoriserade i tre områden som:
1. Minska hot mot biologisk mångfald.
2. Att möta människors behov genom hållbar användning och nyttodelning.
3. Verktyg och lösningar för implementering och mainstreaming.

"Mål 3" hänvisas särskilt till som "30 by 30"-målet. Den efterträder den strategiska planen för biologisk mångfald 2011-2020 (inklusive Aichi-målen för biologisk mångfald). Det syftar till att regeringar ska utse 30 % av jordens mark- och vattenområden som skyddade områden senast 2030. Som en del av målet måste länder sluta subventionera aktiviteter som förstör vildmark, som gruvdrift och industrifiske.